# فینال جام اتحادیه فوتبال انگلستان ۱۹۶۵
 فینال جام اتحادیه فوتبال انگلستان ۱۹۶۵، رقابت پایانی جام اتحادیه فوتبال انگلستان در سال ۱۹۶۵ میلادی است که مابین دو تیم باشگاه فوتبال چلسی و باشگاه فوتبال لستر سیتی برگزار شده‌است.
این مسابقه که به صورت رفت و برگشت در تاریخ‌های ۱۵ مارس ۱۹۶۵ و ۶ آوریل ۱۹۶۵ انجام شده‌است با نتیجه ۳ بر ۲ به سود تیم باشگاه فوتبال چلسی به پایان رسید.